# نیروگاه هسته‌ای بوشهر
نیروگاه هسته‌ای بوشهر، نخستین تأسیسات هسته‌ای ایران می‌باشد که از گونه رآکتور آب فشرده با ظرفیت تولید ۱۰۲۴ مگاوات برق است. شرکت روسی اتم‌ستروی‌اکسپورت، پیمانکار اصلی این نیروگاه است. ساخت این نیروگاه در سال ۱۳۵۴ به دستور محمدرضا پهلوی توسط شرکت زیمنس آلمان آغاز شد و قرار بر این بود که تا پایان ۱۳۶۴، این نیروگاه به بهره‌برداری برسد ولی با وقوع انقلاب ۱۳۵۷ ساخت آن به‌طور کامل متوقف شد. بالاخره در سال ۱۳۷۴، قراردادی میان ایران و روسیه برای تکمیل آن به امضاء رسید که تکمیل آن تا شهریور ۱۳۹۰ به طول کشید. در دولت دوم محمود احمدی‌نژاد، نیروگاه بوشهر، تولید برق را آغاز کرد و با توان ۱٫۰۰۰ مگاوات فعالیت می‌کند.
نیروگاه بوشهر، نخستین نیروگاه هسته‌ای تولید انرژی در غرب آسیا است. پیش از این، سه واحد نیروگاه تحقیقاتی در ایران، دو واحد نیروگاهی در عراق، دو واحد نیروگاهی در اسرائیل و یک واحد نیروگاه در سوریه ساخته شده بود اما در آن زمان، نیروگاه هسته‌ای تولید برق در منطقه وجود نداشت. بر اساس قرارداد سازمان انرژی اتمی ایران با روسیه، تأمین سوخت آن با روسیه است و پسماند اتمی آن نیز به روسیه بازمی‌گردد و مسئولیت اداره آن بر عهده پرسنل ایرانی است که به زبان روسی تسلط کامل دارند، البته مشاورین آن‌ها روس هستند.
رقم دقیق هزینه‌های انجام شده برای این نیروگاه هیچگاه اعلام نشد اما علی اکبر صالحی، رئیس سازمان انرژی اتمی ایران در بهمن ۱۳۹۵، هزینه نیروگاه بوشهر را ۵ میلیارد دلار اعلام کرد. موسسه کارنگی نیز با اشاره به تغییر نرخ ارز در طول سال‌های طولانی به تعویق افتادن تحویل این پروژه، هزینه آن را ۱۱ میلیارد دلار برآورد کرده بود.

## پیشینه

### قرارداد اولیه
در زمان پادشاهی محمدرضا پهلوی در سال ۱۳۵۵ و دو سال پس از تأسیس سازمان انرژی اتمی ایران، این سازمان با بخش فناوری و پژوهش سازمان انرژی اتمی آلمان غربی موافقت‌نامه‌ای برای همکاری‌های بلند مدت امضاء کرد و درپی آن شرکت کرافت‌ورک یونیون، یکی از شرکت‌های وابسته به زیمنس آلمان، ساخت ۲ واحد نیروگاه اتمی هر یک به توان اسمی ۱۲۹۳ مگاوات و توان خالص ۱۱۹۶ مگاوات را در بوشهر برعهده گرفت اما در سال ۱۳۵۷ در شرایطی که حدود ۷۵ درصد از واحد اول و ۶۰ درصد از واحد دوم نیروگاه ساخته شده بود با پیروزی انقلاب اسلامی ایران طرف آلمانی کار بر روی پروژه را متوقف کرد. آلمانی‌ها این دلایل را برای توقف پروژه برمی‌شمردند:
- عدم ثبات سیاسی منطقه
- نگرانی از استفادهٔ نظامی از نیروگاه توسط حکومت جدید و مخالف غرب
- عقب افتادن پرداخت‌های مالی از طرف ایرانی‌ها

دولت ایران از شرکت آلمانی در دادگاه داوری بین‌المللی شکایت کرد. براساس رأی ۱۳ مارس ۱۹۸۲ دادگاه بین‌المللی، مقرر شد که کلیه قطعات و دستگاه‌های ساخته شده دو نیروگاه بوشهر تا آن زمان، به اضافه نیمی از سوخت هسته‌ای به مالکیت ایران درآید و پیمانکار موظف شد که این قطعات را به صورت تحویل در بندر بوشهر، به ایران تحویل دهد.

### احداث مجدد

(نیروگاه هسته‌ای: خیانت به خلق ما) روزنامه جمهوری اسلامی به سردبیری میرحسین موسوی

(نیروگاه هسته‌ای: خیانت به خلق ما) روزنامه جمهوری اسلامی به سردبیری میرحسین موسوی

در سال ۱۳۵۷ با پیروزی انقلاب اسلامی، عملیات ساخت این نیروگاه‌ها از سوی کشورهای غربی متوقف شد و حکومت جمهوری اسلامی در اوایل انقلاب با ساخت نیروگاه و پروژه هسته‌ای مخالف بود و در طول جنگ ایران و عراق تأسیسات موجود چندین بار مورد حمله هوایی عراق قرار گرفت که در اثر آن آسیب‌هایی به تجهیزات و ساختمان‌های موجود وارد شد.
در دهه ۱۳۶۰ بار دیگر کار در نیروگاه بوشهر از سر گرفته شد اما همزمان با حضور کارشناسان آلمانی در نیروگاه، حمله موشکی عراق به بخشی از ساختمان نیروگاه بوشهر، آلمان را از ادامه پروژه منصرف کرد.
در اوایل سال ۱۳۶۸ با سفر علی اکبر هاشمی رفسنجانی رئیس‌جمهور وقت به روسیه، موافقتنامه همکاری هسته‌ای میان دو کشور تدوین شد و متعاقب آن در ۲۴ اوت سال ۱۹۹۲ (۲ شهریور ۱۳۷۱) موافقتنامه کاملی از همکاری‌های هسته‌ای ایران و روسیه امضاء شد. در نوامبر ۱۹۹۴ قرارداد تکمیل واحد اول نیروگاه بوشهر ایران و روسیه به امضاء رسید. به موجب این قرارداد مقرر شد ساخت نیروگاه تا پایان ۲۰۰۰ به پایان برسد. این قرارداد در ژانویه ۱۹۹۶ میان سازمان انرژی اتمی ایران و شرکت اتم‌استروی‌اکسپورت روسیه از شرکت‌های تابعه روس‌اتم اعتبار اجرایی پیدا کرد. طرف روس متعهد شد تا سال ۲۰۰۰ ساخت نیروگاه را به پایان برساند. همچنین ایران متعهد شده است، پسماند سوخت نیروگاه هسته‌ای بوشهر را به روسیه بازگرداند.

مبلغ کل قرارداد در این پروژه در ابتدا یک میلیارد و دویست میلیون دلار بود که با گذشت زمان و تجدید نظرها مبلغ این قرارداد ده درصد افزایش داشته است. سوخت نیروگاه بوشهر نیز ۵۲ میلیون دلار به انضمام کل هزینه‌های حمل تا محل ساختگاه پیش‌بینی شده بود.

### پیش‌راه‌اندازی
سازمان انرژی اتمی ایران مدعی شد این نیروگاه در روز چهارشنبه ۷ اسفند ۱۳۸۷ پیش‌راه‌اندازی می‌گردد.

در ۷ اسفند ۱۳۸۷ و بعد از پیش راه‌اندازی نیروگاه، محمد سعیدی معاون بین‌الملل سازمان انرژی اتمی ایران گفت:
ما تمام این تست‌ها را انجام می‌دهیم و بعد از آن وارد مرحله راه‌اندازی می‌شویم.
غلامرضا آقازاده رئیس وقت سازمان انرژی اتمی ایران نیز گفت:
هیچ مشکلی برای راه‌اندازی نهایی این نیروگاه وجود ندارد.

### راه‌اندازی
سرگئی کرینکو رئیس شرکت روسی در فروردین ۱۳۸۸ اعلام کرد:
یک سال پس از راه‌اندازی پروژه، نیروگاه توسط ایرانی‌ها اداره خواهد شد.
نیروگاه بوشهر در عمل ۱۲ شهریور ۱۳۹۰ به شبکه برق سراسری متصل شد.

## مشخصات نیروگاه

### ژنراتور
ژنراتور نیروگاه هسته‌ای بوشهر از نوع سنکرون سه‌فاز می‌باشد. سیستم خنک‌کننده در استاتور آب و در روتور و هسته استاتور آن نیز هیدروژن است. قدرت خروجی آن ۱۰۰۰ مگاوات و دارای دو قطب است. ولتاژ خروجی استاتور آن نیز ۲۷ کیلوولت می‌باشد.

## پست
نیروگاه هسته‌ای بوشهر دارای دو پست ۲۳۰ کیلوولت و ۴۰۰ کیلوولت می‌باشد. پست ۴۰۰ کیلوولت از طریق دو خط به پست چغادک و شبکه سراسری متصل می‌شود و اتصال پست ۲۳۰ کیلوولت به شبکه سراسری توسط دو خط و از طریق پست بوشهر صورت می‌پذیرد.

## نقش نیروگاه در صرفه‌جویی
علی اکبر صالحی رئیس سابق سازمان انرژی اتمی از بستن قرارداد با اتم‌استروی‌اکسپورت روسیه و صنایع آذرآب برای ساخت ۲ نیروگاه دیگر در بوشهر خبر داد و گفت: پس از ساخت این نیروگاه‌ها در مجموع می‌توانیم سالیانه ۲۲ میلیون بشکه نفت صرفه جویی داشته باشیم.

## ساخت دو واحد نیروگاهی دیگر
در سال ۱۴۰۲ اعلام شد که ساخت دو واحد نیروگاهی دیگر در مجموعه نیروگاهی بوشهر شروع شده و طبق برنامه تا ۵ سال بعد امید می‌رود که واحد دوم افتتاح شود. همچنین انتظار می‌رود که ۱٫۵ سال بعد واحد سوم نیز تکمیل و افتتاح شود.
عملیات ساخت واحدهای دوم و سوم نیروگاه اتمی بوشهر از سال ۱۳۹۶ در زمینی به‌مساحت ۵۰ هکتار آغاز شده است و ظرفیت تولید برق هسته‌ای هر کدام از این نیروگاه‌های اتمی پس از راه‌اندازی ۱۰۵۷ مگاوات است. طبق گفته مسعود نصوری، با راه‌اندازی این دو واحد نیروگاه هسته‌ای، سالانه ۱۰ میلیون بشکه نفت و یک میلیارد و ۶۰۰ میلیون مترمکعب گاز صرفه‌جویی و از انتشار ۷ میلیون تن گازهای آلاینده جلوگیری می‌شود.

## نگارخانه

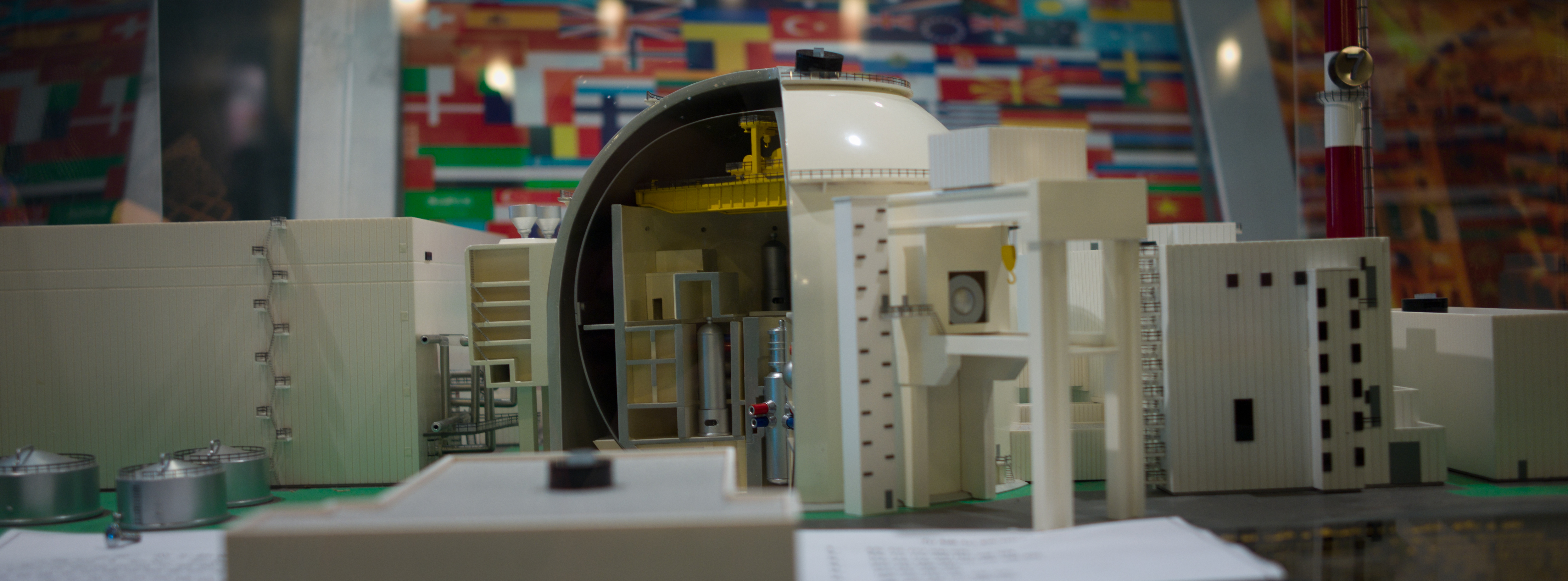
ماکت نیروگاه اتمی
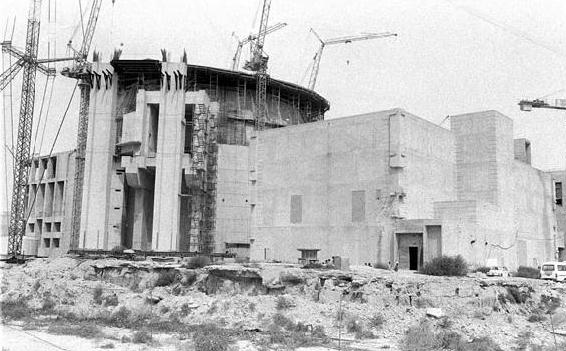
عکس قدیمی نیروگاه اتمی
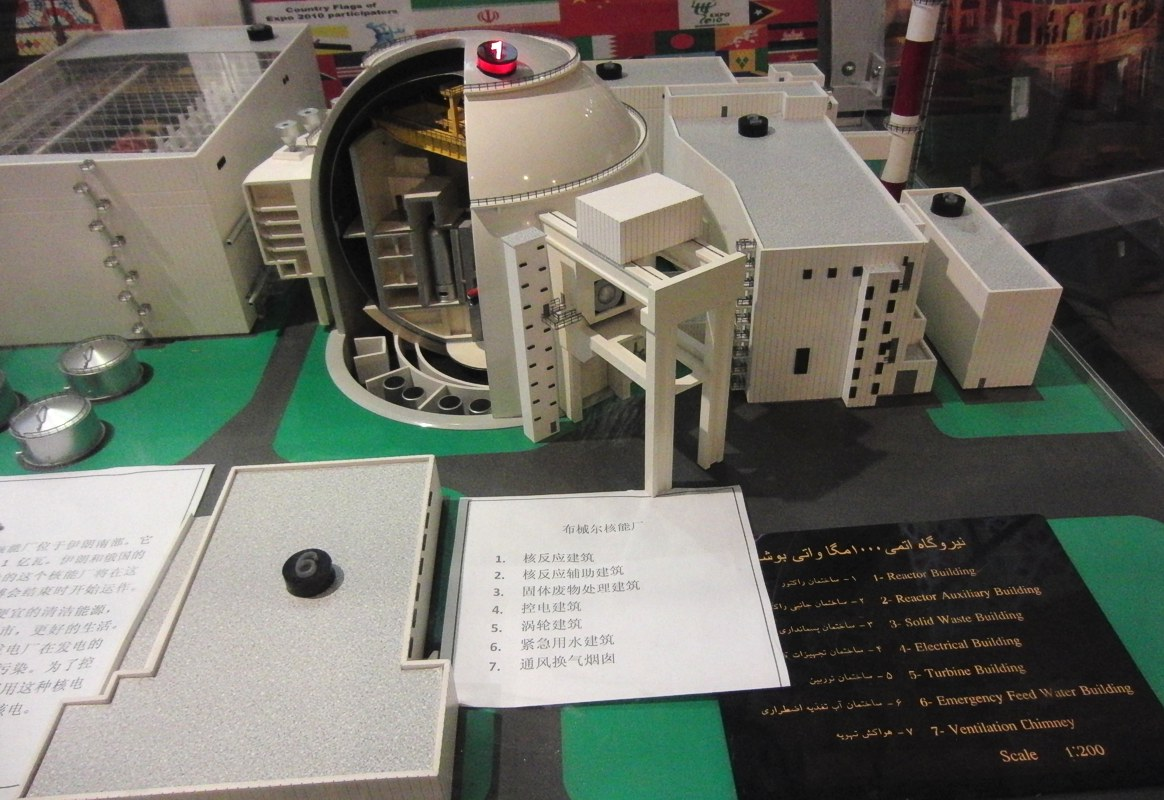
ماکت نیروگاه اتمی